# Pavel Mareš
Pavel Mareš, né le 18 janvier 1976, est un footballeur tchèque. Il joue au poste de défenseur avec l'équipe de Tchéquie et le Sparta Prague.

## Carrière
- 1997-1999 : Svit Zlín  République tchèque
- 1999-2001 : Bohemians Prague  République tchèque
- 2001-2002 : Sparta Prague  République tchèque
- 2003-2006 : Zénith Saint-Pétersbourg  Russie
- 2007-2009 : Sparta Prague  République tchèque
- 2009      : Vysočina Jihlava  République tchèque
- 2009      : Viktoria Žižkov  République tchèque

### En équipe nationale
Il a honoré sa première sélection le 12 février 2002 à l'occasion d'un match contre  l'équipe de Hongrie. Il a disputé le Championnat d'Europe de football 2004.
Mareš participe à la coupe du monde 2006 avec l'équipe de République tchèque.

## Palmarès
- 10 sélections en équipe nationale entre 2002 et 2006